# Zona di frattura di Clarion

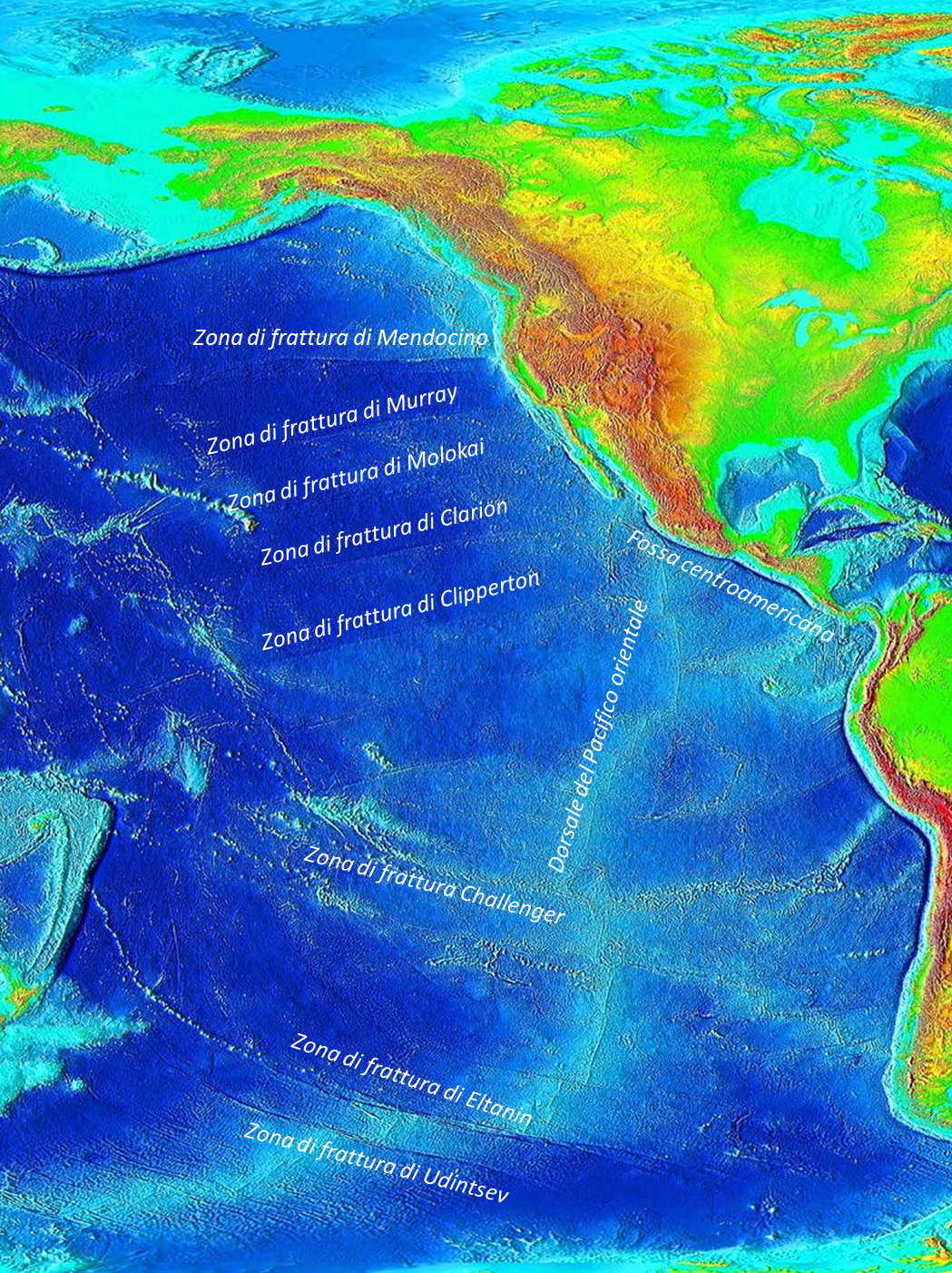
La zona di frattura di Clarion è la seconda più meridionale delle cinque principali zone di frattura dell'oceano Pacifico settentrionale.

Con l'espressione zona di frattura di Clarion si indica sia una zona di frattura che la faglia trasforme a essa associata situata sul fondale dell'oceano Pacifico nord-equatoriale. La lunghezza dell'intera formazione è di circa 5200 km. Si tratta della seconda più meridionale delle cinque grandi zone di frattura scoperte sul fondo del Pacifico settentrionale dall'Istituto oceanografico Scripps nel 1950; procedendo verso nord, le altre zone di frattura sono quelle di Molokai, di Murray e di Mendocino, mentre a sud è presente la zona di frattura di Clipperton.

## Estensione e struttura
La zona di frattura di Clarion - come detto, in letteratura si tende ad identificare con questo nome anche la faglia trasforme a scorrimento laterale destro associata a questa zona di frattura - si estende in direzione est-nord-est a partire da un'area in prossimità di un gruppo di montagne sottomarine sita all'incirca 590 km a sud dell'isola di Hawaii, fino ad un punto posto a circa 800 km dall'inizio della piattaforma continentale al largo della cittadina messicana di Puerto Vallarta, a circa 6° di latitudine più a nord. Essa termina quindi prima di intersecare la dorsale del Pacifico orientale ed anche prima di raggiungere l'estremità settentrionale della dorsale Mathematician, una dorsale oceanica estintasi circa 3,5 milioni di anni fa, al cui estremo settentrionale è presente l'isola Socorro. Nel suo avvicinarsi alla costa del Messico, la zona di frattura manifesta la sua presenza in superficie ad iniziare dall'isola Clarion, la più occidentale delle isole Revillagigedo, sita a 18° di latitudine nord, la cui analisi petrografica ha rivelato trattarsi della sommità di un vulcano, allo stesso modo delle altre tre isole facenti parte del l'arcipelago, di cui una è la già citata Socorro. Dato che nell'entroterra messicano è presente una catena con molti altri vulcani attivi all'incirca sulla stessa linea della zona di frattura di Clarion, alcuni geologi hanno suggerito che quest'ultima possa estendersi in realtà ben oltre quello che attualmente è ritenuto il suo punto terminale e arrivare fin nei Caraibi, poiché anche la fossa delle Cayman, una complessa zona di faglia trasforme sita sul fondale occidentale del mar dei Caraibi, tra la Giamaica e le isole Cayman, è posta sulla sua stessa linea di tendenza.
Le analisi delle anomalie magnetiche del fondale marino lungo i due lati della zona di frattura, unitamente alla sua lunghezza, hanno permesso di ipotizzare che la zona di frattura sia la traccia di un'attività di espansione del fondale, e quindi di fagliazione, risalente ad almeno 80 milioni di anni fa. Osservando poi nel dettaglio la direzione di propagazione di questa zona di frattura, così come quella delle altre quattro già citate, è stato possibile identificare almeno cinque possibili fasi di accrescimento del fondale, ognuna con una direzione significativamente diversa, di cui la terza, avvenuta attorno ad un polo di rotazione posto alle coordinate 79°N, 111°E, è stata quella dalla durata più lunga.
Dall'analisi di dati batimetrici è emerso che, tra i 150°W e i 135°W, sei distinte zone di frattura che compongono la zona di frattura di Clarion stanno unendosi, con un processo di coalescenza iniziato circa 30 milioni di anni, in coincidenza con un cambiamento nel movimento delle placche che ha posto le rispettive faglie trasformi associate in compressione. Sebbene le osservazioni delle zone di frattura suggeriscano che le diverse faglie possano unirsi in un singola faglia come risposta alla compressione tettonica, si sa poco sui tempi di questo processo, nonché su come potrebbe alterare la struttura della litosfera circostante, e diverse studi sembrano suggerire che la presenza di centri di espansione intra-trasformi possa in realtà impedire la trasmissione dello stress attraverso una zona di frattura segmentata.

## Ecosistema abissale
Nel 2016, durante uno studio del fondale nei pressi della zona di frattura, in un'area pensata come possibile sito per un'escavazione a scopi di sfruttamento delle risorse minerarie, è stata scoperta una incredibile abbondanza e varietà di forme di vita marine, di cui più della metà sconosciute. Tale esplorazione, facente parte del progetto ABYSSLINE, è stata condotta con un mezzo a controllo remoto ed ha interessato quattro diverse aree della regione orientale della zona di frattura. Le specie appartenenti all'ecosistema abissale trovato sembrano essere fortemente dipendenti dai noduli polimetallici presenti sul fondale, il che lascia pensare che un'escavazione mirata allo sfruttamento di tali risorse minerarie avrebbe un impatto forse addirittura devastante su tali forme di vita.